# گوالی
گوالی، روستایی از توابع بخش مرکزی شهرستان زنجان در استان زنجان ایران است.

## جمعیت
این روستا در دهستان بناب قرار دارد و براساس سرشماری مرکز آمار ایران در سال ۱۳۸۵، جمعیت آن ۱۱۷ نفر (۳۱خانوار) بوده‌است.
رییس شورای روستای این روستا، حاج علی مرادخانی میباشد